# OnlyOffice
OnlyOffice（前身为TeamLab ），亦被称为ONLYOFFICE ，是一款自由的办公套件和具有协作功能的软件套件。它具有文本文档、电子表格、演示文稿、表格和PDF在线编辑器以及基于房间的协作平台。
OnlyOffice针对企业用户提供了SaaS或部署在专用网络上的安装方式。这些方式通过本地网站来访问；而对于个人用户，可以在其官网或者应用商店下载到对应版本。

## 本地化版本
OnlyOffice在各个国家/地区的本地化版本包括：
- 澳大利亚国家研究和教育网络AARNet的CloudStor Online协作文档基于OnlyOffice办公套件制作。[2] CloudStor于2023年12月被AARNet退役[3]

- 在捷克，OnlyOffice作为IceWarp解决方案的一部分进行销售，是M365或GSuite在捷克的替代方案。 [4]

- OnlyOffice套件和Jalios JPlatform（法国）之间的集成使用户能够从 Jalios 平台在线创作和共同创作文本文档、电子表格和演示文稿。 [5]

- 加密办公套件CryptPad（法国）中的文档、演示文稿和电子表格编辑器源于OnlyOffice的插件形式。 [6]

- ByCS（BayernCloud Schule）使用了OnlyOffice，该平台是在德国巴伐利亚州推出的为日常学校生活提供数字支持的平台。 [7]

- 日本文件共享和搜索系统开发商 Teppi Technology 将OnlyOffice集成到名为FileBlog的企业搜索引擎中。 [8]

- OnlyOffice文档、电子表格和演示文稿编辑器在俄罗斯以R7-Office名义销售。 [9]

- Infomaniak （瑞士）将OnlyOffice集成到其品牌下的kDrive套件中，为用户提供编辑办公文档的能力。 [10]

- PDFFiller（美国）提供本地化的OnlyOffice Documents PDF编辑器。 [11]

## OnlyOffice文档插件
OnlyOffice Docs可以集成到其他共享平台、CMS和LMS解决方案中。
| Connector         | Developers of the available connectors   | API / WOPI integration | 编程语言                                         | 许可证        | 当前版本 | 特性                             | 特性     | 特性   | 特性                        | 特性                         |
| Connector         | Developers of the available connectors   | API / WOPI integration | 编程语言                                         | 许可证        | 当前版本 | 可编辑格式                       | 合作编辑 | JWT    | Built-in mobile integration | Built-in desktop integration |
| ----------------- | ---------------------------------------- | ---------------------- | ------------------------------------------------ | ------------- | -------- | -------------------------------- | -------- | ------ | --------------------------- | ---------------------------- |
| Alfresco          | Ascensio System SIA                      | + / -                  | Java, Javascript, FreeMarker                     | GNU AGPL v3.0 | 5.1.1    | OOXML, ODF, DOCXF, OFORM, others | 是       | 是     | 不適用                      | 否                           |
| Chamilo           | Ascensio System SIA                      | + / -                  | PHP                                              | Apache 2.0    | 1.2.0    | OOXML, DOCXF, OFORM              | 是       | 是     | 否                          | 否                           |
| Confluence        | Ascensio System SIA                      | + / -                  | Java, JavaScript, CSS, Closure Templates         | Apache 2.0    | 3.1.0    | OOXML, ODF, DOCXF, OFORM, others | 是       | 是     | 否                          | 否                           |
| HumHub            | Ascensio System SIA                      | + / -                  | PHP, JavaScript, Shell                           | GNU AGPL v3.0 | 2.4.0    | OOXML, ODF, DOCXF, OFORM, others | 是       | 是     | 否                          | 否                           |
| Jira              | Ascensio System SIA                      | + / -                  | Java, JavaScript, CSS                            | Apache 2.0    | 1.1.0    | OOXML, DOCXF, OFORM              | 是       | 否     | 否                          | 否                           |
| Liferay           | Ascensio System SIA / SMC TREVISO S.R.L. | + / -                  | Java                                             | Apache 2.0    | 2.1.0    | OOXML, DOCXF, OFORM              | 是       | 是     | 否                          | 是                           |
| Moodle            | Ascensio System SIA / Logic Expertise    | + / -                  | PHP, JavaScript, Moustache, CSS                  | Apache 2.0    | 2.1.0    | OOXML, ODF, DOCXF, OFORM, others | 是       | 否     | 否                          | 否                           |
| Nextcloud         | Ascensio System SIA                      | + / -                  | PHP, JavaScript, CSS, HTML                       | Apache 2.0    | 7.3.2    | OOXML, ODF, DOCXF, OFORM, others | 是       | 是     | 是                          | 是                           |
| Nuxeo             | Ascensio System SIA                      | + / -                  | Java, HTML, FreeMarker                           | Apache 2.0    | 2.0.0    | OOXML, DOCXF, OFORM              | 是       | 否     | 否                          | 否                           |
| ownCloud          | Ascensio System SIA                      | + / -                  | JavaScript, PHP                                  | Apache 2.0    | 7.3.3    | OOXML, ODF, DOCXF, OFORM, others | 是       | 是     | 是                          | 是                           |
| Plone             | Ascensio System SIA                      | + / -                  | Python, RobotFramework, CSS, Shell               | Apache 2.0    | 2.1.1    | OOXML, DOCXF, OFORM              | 是       | 是     | 否                          | 否                           |
| Redmine           | Ascensio System SIA                      | + / -                  | Ruby, HTML, JavaScript, CSS                      | Apache 2.0    | 1.1.0    | OOXML, DOCXF, OFORM              | 是       | 否     | 否                          | 否                           |
| SharePoint        | Ascensio System SIA                      | + / +                  | C#, ASP.NET, PowerShell, CSS, Gherken, Batchfile | GNU AGPL v3.0 | 2.1      | OOXML                            | 是       | 否     | 否                          | 否                           |
| Agorum            | Agorum® Software GmbH                    | + / -                  | 不適用                                           | 不適用        | 不適用   | OOXML, ODF, DOCXF, OFORM, others | 是       | 不適用 | 否                          | 否                           |
| CommuniGate       | CommuniGate Systems                      | + / -                  | 不適用                                           | 不適用        | 不適用   | OOXML                            | 否       | 不適用 | 否                          | 否                           |
| Enaio             | ECMind GmbH                              | + / -                  | 不適用                                           | 专有          | 不適用   | 不適用                           | 是       | 不適用 | 否                          | 否                           |
| eXo Platform      | eXo                                      | + / -                  | Java, JavaScript, CSS                            | GNU AGPL v3.0 | 2.3.0    | OOXML                            | 是       | 是     | 否                          | 否                           |
| Jalios            | Jalios                                   | + / -                  | 不適用                                           | 专有          | 1.3.1    | DOC, XLS, PPT                    | 是       | 不適用 | 否                          | 否                           |
| Maarch Courrier   | Maarch                                   | + / -                  | 不適用                                           | 不適用        | 不適用   | 不適用                           | 不適用   | 不適用 | 否                          | 否                           |
| OpenOLAT          | Frentix GmbH                             | + / -                  | 不適用                                           | 不適用        | 不適用   | 不適用                           | 是       | 不適用 | 否                          | 否                           |
| Pintexx Workplace | Pintexx GmbH                             | + / -                  | 不適用                                           | 专有          | 不適用   | 不適用                           | 不適用   | 不適用 | 否                          | 否                           |
| PowerFolder       | PowerFolder                              | + / -                  | 不適用                                           | 专有          | 不適用   | 不適用                           | 不適用   | 不適用 | 否                          | 否                           |
| Pydio             | Pydio                                    | + / -                  | 不適用                                           | 专有          | 不適用   | OOXML, ODF, DOCXF, OFORM, others | 是       | 不適用 | 否                          | Quasaro app support          |
| Quasar            | StieCon IT-Consulting GmbH               | + / -                  | 不適用                                           | 不適用        | 不適用   | 不適用                           | 不適用   | 不適用 | 否                          | 否                           |
| Seafile           | Seafile Ltd                              | + / -                  | 不適用                                           | 不適用        | 不適用   | 不適用                           | 是       | 是     | 否                          | 是                           |
| Talkspirit        | Talkspirit                               | + / -                  | 不適用                                           | 不適用        | 不適用   | 不適用                           | 是       | 不適用 | 否                          | 否                           |
| WebWeaver         | DigiOnline GmbH                          | + / -                  | 不適用                                           | 不適用        | 不適用   | OOXML, ODF, DOCXF, OFORM, others | 是       | 不適用 | 否                          | 否                           |
| WeDoc             | Jamespot                                 | + / -                  | 不適用                                           | 专有          | 不適用   | 不適用                           | 是       | 不適用 | 否                          | 否                           |
| XWiki             | XWiki SAS                                | + / -                  | JavaScript                                       | LGPL 2.1      | 不適用   | OOXML                            | 是       | 否     | 否                          | 否                           |
| FileCloud         | CodeLathe Technologies Inc               | - / +                  | 不適用                                           | 专有          | 不適用   | OOXML                            | 是       | 不適用 | 否                          | 否                           |
| OpenKM            | Open Document Management System S.L.     | - / +                  | 不適用                                           | GPL v2        | 不適用   | OOXML                            | 是       | 不適用 | 否                          | 否                           |
| Drupal            | Ascensio System SIA                      | - / +                  | PHP, Twig, JavaScript                            | GPL v2        | 1.0.5    | OOXML, ODF, DOCXF, OFORM, others | 是       | 是     | 否                          | 否                           |
| OpenKM            | Ascensio System SIA                      | - / +                  | Python, JavaScript, HTML                         | GNU AGPL v3.0 | 1.0.0    | OOXML, ODF, DOCXF, OFORM, others | 是       | 是     | 否                          | 否                           |
| OpenKM            | Ascensio System SIA                      | - / +                  | JavaScript                                       | MIT           | 1.1.0    | OOXML, ODF, DOCXF, OFORM, others | 是       | 是     | 否                          | 否                           |
| Pipedrive         | Ascensio System SIA                      | + / -                  | Go, TypeScript                                   | Apache 2.0    | 1.0      | OOXML, ODF, DOCXF, OFORM, others | 是       | 是     | 否                          | 否                           |
| Box               | Ascensio System SIA                      | + / -                  | Go, HTML, Makefile                               | Apache 2.0    | 1.0.1    | OOXML, ODF, DOCXF, OFORM, others | 是       | 是     | 否                          | 否                           |
| Mattermost        | Ascensio System SIA                      | + / -                  | Go, TypeScript, Makefile, SCSS, HTML, JavaScript | Apache 2.0    | 1.1.3    | OOXML, ODF, DOCXF, OFORM, others | 是       | 是     | 否                          | 否                           |
| Odoo              | Ascensio System SIA                      | + / -                  | Python, JavaScript, HTML, SCSS                   | LGPL-3.0      | 2.0.0    | OOXML, ODF, DOCXF, OFORM, others | 是       | 是     | 否                          | 否                           |
| Strapi            | Ascensio System SIA                      | + / -                  | JavaScript, Shell                                | MIT license   |          | OOXML, ODF, DOCXF, OFORM, others | 是       | 是     | 否                          | 否                           |
| WordPress         | Ascensio System SIA                      | + / -                  | PHP, JavaScript, CSS                             | GPL-2.0       |          | OOXML, ODF, DOCXF, OFORM, others | 是       | 是     | 否                          | 否                           |

## 所有权
OnlyOffice 所有者 Ascensio System SIA 总部位于拉脱维亚，是俄罗斯 New Communication Technologies 的子公司。 由于欧盟针对俄罗斯的经济制裁，使用商业版OnlyOffice的欧洲组织被禁止这样做。 
2023年8月，OnlyOffice宣布进行组织架构重组。  Ascensio System SIA 将由英国 Ascensio System Ltd 100% 持有，而该公司又由 OnlyOffice Capital Group Pte. 100% 持有。有限公司，一家新加坡控股公司。 注册控股公司的原因是需要将所有现有分支机构合并到OnlyOffice品牌下。 OnlyOffice Capital Group Pte. 的受益人。有限公司在新加坡会计与企业管制局(ACRA)的新加坡公司注册处上市。

## OnlyOffice文档
OnlyOffice 包括一个名为 OnlyOffice Docs 的在线编辑套件，其中包括：
- 文档编辑器（样式和格式化工具、对象、目录、书签、文档比较、邮件合并等）。
- 电子表格编辑器（400 多个函数和公式、表格模板、命名范围、图表、方程、数据透视表、条件格式、宏等）。
- 演示文稿编辑器（格式化工具、对象、样式选项、过渡、动画、演示者模式）。
- PDF编辑器（文本注释，包括突出显示、下划线、划掉；注释、手绘图）。
- 表单创建者和填写者（多个可填写字段、扩展字段属性、导出为 PDF）。

编辑器允许通过实时和段落锁定两种协作模式进行共同编辑。 通讯工具包括评论、聊天、Zoom、Jitsi 和用于音频和视频通话的 Rainbow 插件。 编辑器还提供修订历史记录和更改跟踪功能。
OnlyOffice Docs 的前身 Teamlab Document Editor 的测试版在汉诺威CeBIT 2012 上推出。该产品是使用 Canvas 构建的，Canvas 是 HTML5 的一部分，允许动态、可编写脚本地渲染2D 形状和位图图像。 
OnlyOffice Docs 使用的基本格式是OOXML （DOCX、XLSX、PPTX）以及 DOCXF 和 OFORM。其他类型的支持格式（ODT、DOC、 RTF 、 EPUB 、MHT、HTML、HTM、ODS、XLS、 CSV 、ODP、PPT、DOTX、XLTX、POTX、OTT、OTS、OTP、XML、XPS、DjVu 和 PDF- A) 如果可以编辑，则通过内部转换为 DOCX、XLSX 或 PPTX 进行处理。
该套件的功能可以使用插件（侧面应用程序）进行扩展。用户可以从现有的插件列表中进行选择，或者使用提供的API创建自己的应用程序。  OnlyOffice Docs 还支持通过WOPI进行集成。 

## OnlyOffice文档空间
OnlyOffice DocSpace是OnlyOffice推出的云协作平台，结合了在线编辑器和基于房间的共享环境。 
可以创建不同类型的房间：
- 在协作室中，用户可以使用编辑器中的所有编辑工具，并且可以自由访问任何内容。
- 在公共房间中，可以通过外部链接邀请用户，允许他们无需注册即可查看文件，以及将房间内容嵌入到 Web 界面中。
- 在自定义房间中，可以授予以下角色：房间管理员、高级用户、查看者、编辑者、评论者、审阅者和表单填写者，以及对房间中文件的相应级别的访问权限。

除了各种访问级别之外，DocSpace 管理员还可以调整安全设置来控制登录过程并防止数据泄露，包括 2FA 和单点登录、可信邮件域和会话生命周期、IP 限制等选项。 
OnlyOffice DocSpace 为用户提供了系统插件，允许在激活后使用额外的功能，例如将文件转换为 PDF、将音频和视频中的语音转换为文本、创建 draw.io 图表。也可以创建和连接自己的插件。
管理员能够将 DocSpace 与 Box、Dropbox、OneDrive、Amazon AWS S3、Google Cloud Storage 等第三方服务集成以存储备份； Google、Facebook、LinkedIn – 用于快速登录 DocSpace。
OnlyOffice DocSpace 是一款基于云的软件，作为SaaS和本地解决方案提供。 

## 仅办公室工作空间
OnlyOffice界面分为几个模块： Documents 、 CRM 、Projects、 Mail 、Community、Calendar和Talk。它们组合在一个名为 OnlyOffice Groups 的捆绑包中，该捆绑包与 OnlyOffice Docs 一起成为 OnlyOffice Workspace 的一部分。
文档模块是OnlyOffice文件的文档管理和共享系统。集成的音频和视频播放器允许播放 OnlyOffice 中存储的文件中的媒体。  
项目模块是为管理项目阶段而开发的：规划、团队管理和任务委派、监控和报告。该模块还包括甘特图，用于说明项目阶段和任务之间的依赖关系。
CRM 模块允许维护客户数据库、交易和潜在销售、任务、客户关系历史记录。该模块还提供在线计费和销售报告。
邮件模块结合了用于创建自己域邮箱的邮件服务器和用于集中管理多个邮箱的邮件聚合器。
日历模块允许规划和监控个人和公司活动、项目和 CRM 中的任务截止日期、发送和接收活动邀请。
社区模块提供企业社交网络功能：民意调查、企业博客和论坛、新闻、订单和公告以及信使。

## 技术
OnlyOffice Docs（文档服务器）维护文本文档、电子表格、演示文稿、PDF和表单编辑器，并且在技术上基于HTML5 Canvas、JavaScript SDK和 Node.js用于服务器端脚本编写。
OnlyOffice DocSpace基于.NET Core和最新版本的.NET 用于服务器端，React用于客户端。后端的其他技术组件包括С#、MySQL、Kafka、ElasticSearch；前端 - ES6、CSS/SASS、Mobx、Styled-Components、i18next、Webpack 4/5。
OnlyOffice Workspace由文档服务器、社区服务器和邮件服务器组成。社区服务器是用ASP 编写的。 NET （适用于 Windows）以及Mono （适用于 Linux 和发行版）。邮件服务器基于 iRedMail 软件包，其中包括Postfix、Dovecot、 SpamAssassin ClamAV 、OpenDKIM、Fail2ban。

## 桌面和移动应用程序
OnlyOffice Desktop是OnlyOffice编辑套件的离线版本。 连接到门户、 Nextcloud 、ownCloud 、 kDrive 、 Seafile 或Liferay时，桌面应用程序支持协作编辑功能。它免费提供给个人和商业用途。
桌面编辑器跨平台适用于Windows XP或更高版本（x86 和 x64）、 Debian 、 Ubuntu和基于RPM的Linux 发行版、 macOS 10.10 及更高版本，包括基于 Apple Silicon 构建的计算机。除了特定于平台的版本之外，还有一个便携式选项。 OnlyOffice Desktop Editors 可以作为Flatpak 、 snap和AppImage包安装在 Linux 上。
编辑器与MS Office (OOXML) 和OpenDocument (ODF) 格式兼容，并支持 DOC、DOCX、ODT、RTF、TXT、PDF、HTML、EPUB、XPS、DjVu、XLS、XLSX、ODS、CSV、PPT、PPTX、ODP 、DOTX、XLTX、POTX、OTT、OTS、OTP 和 PDF-A。
与在线编辑套件一样，OnlyOffice Desktop 的基本工具集可以使用插件进行升级。
桌面编辑器根据AGPL-3.0-only许可证分发，供个人和商业用途。
OnlyOffice 编辑器也可作为iOS和Android的移动应用程序使用。该应用程序称为 ONLYOFFICE Documents。
2019 年初，OnlyOffice 宣布推出端到端文档加密（文件本身、在线编辑和协作）的开发者预览版，涉及区块链技术，并包含在桌面套件的功能中。  2020年，开发商宣布推出基于AES-256算法和RSA非对称加密的私人房间。 
默认情况下， Onlyoffice桌面版文档编辑器在以下操作系统中可用：
!系统
!可用性
|-
!Br OS
|预装
|-
!Cutefish OS
|官方应用商店
|-
!Deepin
|官方应用商店
|-
!Escuelas Linux
|预装
|-
!Linkat
|预装
|-
!Linspire
|预装
|-
!Linux Mint
|官方应用商店
|-
!LinuxFX
|预装
|-
!Manjaro
|可在Pamac获得
|-
!risiOS
|预装
|-
!SparkyLinux
|预装
|-
!Windows
|在官网可下载
|-
!Zorin OS
|官方应用商店
|}

## 历史
- 2009 年，由 Lev Bannov 领导的一群软件开发人员启动了一个名为 TeamLab 的项目，这是一个内部团队协作平台，包含多种社交计算功能（例如博客、论坛、wiki、书签）。 [32]
- 2012 年 3 月，TeamLab 在CeBIT上推出了首款基于 HTML5 的文档编辑器。 [18]
- 2014年7月，Teamlab Office正式更名为OnlyOffice，产品源代码仅以AGPL-3.0的形式发布在SourceForge和GitHub上。 [33]
- 2016年3月，OnlyOffice的开发者发布了一款桌面应用程序——OnlyOffice Desktop Editors，定位为Microsoft Office的开源替代品。 [26]
- 2017年2月，推出与ownCloud/Nextcloud集成的应用程序。 [34]
- 2018 年 2 月，OnlyOffice Desktop Editors 以快照包形式提供。 [35]
- 2019年1月，OnlyOffice宣布发布端到端加密功能。 [30]
- 2019 年 8 月，Document Builder 在 GitHub 上以 AGPL-3.0-only 许可证发布。 [36]
- 2019 年 11 月，OnlyOffice 进入 AWS Marketplace。 [37]
- 2020年1月，OnlyOffice推出App Directory。 [38]
- 2020 年 9 月，OnlyOffice 重新命名了其产品组合，推出了 OnlyOffice Workspace、OnlyOffice Docs 和 OnlyOffice Groups。它还在 Apache 许可下发布了 Groups（协作平台）。 [39]
- 2020 年 10 月，OnlyOffice 宣布遵守 HIPAA。 [40]
- 2021 年 9 月，OnlyOffice 增加了对WOPI的支持。 [41]
- 2021年10月，OnlyOffice荣获云电脑业内人士金奖。 [42]
- 2022 年 1 月，该项目引入了 OnlyOffice Forms。 [43]
- 2023 年，OnlyOffice 在亚美尼亚（客户服务）、新加坡（销售）和乌兹别克斯坦（开发）开设新办事处。 [44]
- 2023年4月，OnlyOffice发布新解决方案OnlyOffice DocSpace。 [21]
- 2023年8月，OnlyOffice变更公司架构，在新加坡开设控股公司。 [45]
- 2023 年 10 月，OnlyOffice 发布了原生 PDF 编辑器。 [46]
- 2023 年 10 月，OnlyOffice 荣获云计算内部人士奖云内容管理类别白金奖。 [47]

## 引用
1. ↑  .   [2025年2月6日] （英語）.
2. ↑  .   [2023-12-04]. （原始内容存档于2023-12-04）.
3. ↑  .   [2024-01-22]. （原始内容存档于2024-03-13）.
4. ↑  . 2019-01-04  [2023-12-04]. （原始内容存档于2023-12-04）.
5. ↑  .   [2023-12-04]. （原始内容存档于2023-12-04）.
6. ↑  , 2021-10-20  [2023-12-04], （原始内容存档于2023-12-04）
7. ↑  .   [2023-12-04]. （原始内容存档于2024-04-23）.
8. ↑  . 2020-11-09  [2023-12-04]. （原始内容存档于2023-12-04）.
9. ↑  .   [2023-12-04]. （原始内容存档于2022-10-09）.
10. ↑  . 2020-02-03  [2023-12-04]. （原始内容存档于2023-12-04）.
11. ↑   (PDF).   [2023-12-04]. （原始内容存档 (PDF)于2024-04-05）.
12. ↑  . Економічна правда.   [2023-11-05]. （原始内容存档于2022-07-06） （乌克兰语）.
13. ↑  Mainz, Johannes Gutenberg University. . Johannes Gutenberg University Mainz. 2023-05-30  [2023-11-05]. （原始内容存档于2023-11-06） （英国英语）.
14. ↑  . ONLYOFFICE Blog. 2023-08-18  [2023-11-05]. （原始内容存档于2023-11-30） （英语）.
15. ↑  .   [2023-08-28]. （原始内容存档于2023-08-28）.
16. ↑  O'Hear, Steve. .   [21 June 2017]. （原始内容存档于10 January 2018）.
17. ↑  Africa, IT News. . IT News Africa | Business Technology, Telecoms and Startup News. 2022-11-05  [2023-12-03]. （原始内容存档于2024-02-21） （美国英语）.
18. 1 2  . IT World Canada.   [21 June 2017]. （原始内容存档于2 October 2018）.
19. ↑  . marketplace.owncloud.com.   [15 October 2020]. （原始内容存档于16 October 2020）.
20. ↑  . Itsubuntu.com.   [2022-08-04]. （原始内容存档于2021-11-30）.
21. 1 2  Neeraj Paruthi. . MUO. 2023-05-26  [2023-06-23]. （原始内容存档于2023-09-13）.
22. ↑  . www.linuxjournal.com.   [2023-12-03].
23. ↑  . 2023-05-03  [2023-06-23]. （原始内容存档于2023-12-05）.
24. ↑  Ksenija. . 21 May 2019  [12 July 2019]. （原始内容存档于12 July 2019）.
25. ↑  . MakeUseOf.   [21 June 2017]. （原始内容存档于19 June 2017）.
26. 1 2  . howtoforge.com.   [21 June 2017]. （原始内容存档于16 November 2016）.
27. ↑  . 21 December 2018  [12 July 2019]. （原始内容存档于12 July 2019）.
28. ↑  . Aggregatore GNU/Linux e dintorni. 2022-01-19  [2022-04-26]. （原始内容存档于2022-08-29）.
29. ↑  . Linux Today.   [2022-04-26]. （原始内容存档于2021-07-06）.
30. 1 2  Brett, Charles. . Enterprise Times. 29 April 2019  [12 July 2019]. （原始内容存档于12 July 2019）.
31. ↑  . 2020-10-16  [2023-02-27]. （原始内容存档于2023-09-24）.
32. ↑  Aasmae, Kalev. . ZDNet.   [21 June 2017]. （原始内容存档于2 July 2017）.
33. ↑  . Project Management. 31 August 2015  [21 June 2017]. （原始内容存档于31 August 2017）.
34. ↑  . LinuxBabe.Com. 14 February 2017  [21 June 2017]. （原始内容存档于1 December 2017）.
35. ↑  . ubuntuhandbook.org.   [12 July 2019]. （原始内容存档于12 July 2019）.
36. ↑  . Blog. Onlyoffice. 2019-08-15  [2021-05-25]. （原始内容存档于20 January 2021）.
37. ↑  . Blog. Onlyoffice. 2019-11-05  [2021-05-25]. （原始内容存档于7 December 2020）.
38. ↑  . Blog. Onlyoffice. 2020-01-14  [2021-05-25]. （原始内容存档于25 May 2021）.
39. ↑  . Blog. Onlyoffice. 2020-10-15  [2021-05-25]. （原始内容存档于4 March 2021）.
40. ↑  . Blog. Onlyoffice. 2020-10-15  [2021-05-25]. （原始内容存档于15 May 2021）.
41. ↑  . Itsubuntu.com.   [2022-04-26]. （原始内容存档于2021-11-30）.
42. ↑  . The Arabian Post. 2021-12-10  [2021-04-26]. （原始内容存档于2021-12-10）.
43. ↑  Cawley, Christian. . MUO. 2022-03-01  [2023-12-03]. （原始内容存档于2022-03-01） （英语）.
44. ↑  . 2022-08-10  [2023-02-27]. （原始内容存档于2023-05-28）.
45. ↑  .   [2023-08-28]. （原始内容存档于2023-08-28）.
46. ↑  Sneddon, Joey. . OMG! Ubuntu. 2023-10-19  [2023-12-03]. （原始内容存档于2024-04-08） （英国英语）.
47. ↑  . ONLYOFFICE Blog. 2023-10-27  [2023-12-03]. （原始内容存档于2023-12-22） （英语）.